# Apolo 13 (película)
Apolo 13 es una película estadounidense de 1995 que relata los problemas de la fallida misión lunar del Apolo 13. La película es una adaptación libre de la novela Lost Moon, escrita por Jim Lovell (el comandante de la misión Apolo 13) y Jeffrey Kluger. Fue adaptada por William Broyles Jr. y Al Reinert, dirigida por Ron Howard y protagonizada por Tom Hanks en el papel de Jim Lovell. La película contiene una de las frases más famosas del cine: «Houston, tenemos un problema», incluida como n.º 50 en AFI's 100 años... 100 frases, una relación de las frases más famosas del cine según el American Film Institute.
La película fue nominada a numerosos premios, destacando nueve nominaciones a los Premios Óscar, resultando finalmente ganadora en las categorías de Mejor montaje y Mejor sonido.
La película se reestrenó en 2002 para IMAX, con una reducción de 24 minutos. En 2005 fue lanzada a la venta una edición especial en DVD por el décimo aniversario, la cual buscaba reunir lo mejor de la versión cinematográfica y la de IMAX, así como numerosos extras y comentarios.

## Argumento
James Lovell, Jack Swigert y Fred Haise son seleccionados por la NASA para acudir a la siguiente misión lunar estadounidense, Apolo 13. Cuando una explosión inesperada afecta al módulo de servicio, un diminuto vehículo espacial comparado con la inmensidad del espacio a miles de millas de la Tierra, el mundo entero está pendiente de los tres astronautas y de su lucha para regresar a la Tierra. La historia se cuenta desde el punto de vista de James Lovell, relatando los esfuerzos de él y de los otros dos astronautas semi perdidos en el espacio, mientras cientos de personas en la NASA (especialmente el jefe de misión, Gene Kranz) y en el gobierno se mueven a contrarreloj para intentar que los tres astronautas consigan llegar sanos y salvos a la Tierra.

## Crítica
La película fue muy elogiada por ser una dramatización muy acertada de un hecho real, ocurrido durante la carrera espacial. Muestra el complicado trabajo en equipo y la serenidad y el ingenio a la hora de enfrentarse a lo que podría haber sido una catástrofe sin precedentes en los viajes espaciales.
Lo que mejor resume la película es la determinación y los esfuerzos de cientos de personas en la Tierra para devolver a los astronautas sanos y salvos, en una frase de Gene Kranz: «Nunca hemos perdido a un estadounidense en el espacio y estamos seguros, como que el infierno existe, de que ninguno se perderá ante mis ojos. El fracaso no es una opción». (En realidad, esta frase no fue dicha por Kranz, pero le gustó tanto que la usó como título de sus memorias). También, el espíritu de equipo de Ken Mattingly (Gary Sinise) cuando en un momento en el que está trabajando en el simulador le sugieren un descanso, respondiendo: «Mis compañeros allá arriba no descansan, así que yo tampoco».
El astronauta que comandó la misión en la vida real, James A. Lovell, hace un pequeño papel en los minutos finales de la película, interpretando al capitán del portaaviones que recibe a los astronautas. Otra nota de color la da la actriz que interpreta a la madre de Lovell, Jean Speegle Howard, madre del director Ron Howard en la vida real.  
En la película aparece un walkman, el cual está fuera de tiempo ya que el primero de su clase apareció en 1979.

## Reparto y personajes
| Actor             | Personaje                         | Doblaje Hispanoamérica | Doblaje España       |
| ----------------- | --------------------------------- | ---------------------- | -------------------- |
| Tom Hanks         | Jim Lovell                        | Guillermo Sauceda      | Jordi Brau           |
| Bill Paxton       | Fred Haise                        | Carlos Becerril        | Armando Carreras     |
| Kevin Bacon       | Jack Swigert                      | Salvador Delgado       | Juan Antonio Bernal  |
| Gary Sinise       | Ken Mattingly                     | Pedro D'Aguillón Jr.   | Pere Molina          |
| Ed Harris         | Gene Kranz                        | Humberto Solórzano     | Manolo García        |
| Kathleen Quinlan  | Marilyn Lovell                    | Carmen Donna-Dío       | Rosa María Hernández |
| David Andrews     | Pete Conrad                       | -                      | -                    |
| Max Elliott Slade | Hijo mayor de Lovell, James (Jay) | -                      | -                    |

## Estrenos internacionales
| País                                                                          | Fecha de estreno                  |
| ----------------------------------------------------------------------------- | --------------------------------- |
| Alemania                                                                      | Jueves 19 de octubre de 1995      |
| Argentina                                                                     | Jueves 5 de octubre de 1995       |
| Australia                                                                     | Jueves 31 de agosto de 1995       |
| Austria                                                                       | Viernes 20 de octubre de 1995     |
| Bélgica                                                                       | Miércoles 8 de noviembre de 1995  |
| Belice · Costa Rica · El Salvador · Guatemala · Honduras · Nicaragua · Panamá | Viernes 1 de septiembre de 1995   |
| Brasil                                                                        | Viernes 25 de agosto de 1995      |
| Bulgaria                                                                      | Viernes 17 de noviembre de 1995   |
| Chile                                                                         | Miércoles 11 de octubre de 1995   |
| Colombia                                                                      | Viernes 6 de octubre de 1995      |
| Corea del Sur                                                                 | Sábado 5 de agosto de 1995        |
| Croacia                                                                       | Jueves 30 de noviembre de 1995    |
| Dinamarca                                                                     | Viernes 13 de octubre de 1995     |
| Ecuador                                                                       | Miércoles 18 de octubre de 1995   |
| Egipto                                                                        | Lunes 20 de noviembre de 1995     |
| Eslovenia                                                                     | Jueves 16 de noviembre de 1995    |
| España                                                                        | Viernes 6 de octubre de 1995      |
| Estados Unidos · Canadá                                                       | Viernes 30 de junio de 1995       |
| Filipinas                                                                     | Miércoles 15 de noviembre de 1995 |
| Finlandia                                                                     | Viernes 13 de octubre de 1995     |
| Francia                                                                       | Miércoles 15 de noviembre de 1995 |

| País                         | Fecha de estreno                   |
| ---------------------------- | ---------------------------------- |
| Grecia                       | Viernes 24 de noviembre de 1995    |
| Hong Kong                    | Jueves 14 de septiembre de 1995    |
| Hungría                      | Jueves 2 de noviembre de 1995      |
| India                        | Viernes 19 de enero de 1996        |
| Indonesia                    | Martes 5 de septiembre de 1995     |
| Israel                       | Viernes 6 de octubre de 1995       |
| Italia                       | Viernes 13 de octubre de 1995      |
| Japón                        | Sábado 22 de julio de 1995         |
| Líbano                       | Viernes 3 de noviembre de 1995     |
| Malasia                      | Jueves 14 de septiembre de 1995    |
| México                       | Viernes 1 de septiembre de 1995    |
| Noruega                      | Viernes 13 de octubre de 1995      |
| Nueva Zelanda                | Viernes 4 de agosto de 1995        |
| Países Bajos                 | Jueves 12 de octubre de 1995       |
| Perú                         | Viernes 13 de octubre de 1995      |
| Polonia                      | Viernes 3 de noviembre de 1995     |
| Portugal                     | Viernes 20 de octubre de 1995      |
| Reino Unido Irlanda          | Viernes 22 de septiembre de 1995   |
| República Checa · Eslovaquia | Jueves 16 de noviembre de 1995     |
| República Dominicana         | Jueves 28 de septiembre de 1995    |
| Rumania                      | Viernes 10 de noviembre de 1995    |
| Singapur                     | Jueves 31 de agosto de 1995        |
| Sudáfrica                    | Viernes 20 de octubre de 1995      |
| Suecia                       | Viernes 3 de noviembre de 1995     |
| Suiza                        | Viernes 20 de octubre de 1995      |
| Tailandia                    | Viernes 1 de septiembre de 1995    |
| Taiwán                       | Sábado 26 de agosto de 1995        |
| Turquía                      | Viernes 6 de octubre de 1995       |
| Uruguay                      | Viernes 22 de septiembre de 1995   |
| Venezuela                    | Miércoles 13 de septiembre de 1995 |

## Premios y nominaciones
Apolo 13 fue nominada a varios premios, ganando 18 de ellos.

### Premios Óscar
| Año  | Categoría                 | Receptor(es)                                              | Resultado |
| ---- | ------------------------- | --------------------------------------------------------- | --------- |
| 1996 | Mejor montaje             | Mike Hill, Daniel Hanley                                  | Ganadores |
| 1996 | Mejor sonido              | Rick Dior, Steve Pederson, Scot Millan, David MacMilan    | Ganadores |
| 1996 | Mejor actor de reparto    | Ed Harris                                                 | Nominado  |
| 1996 | Mejor actriz de reparto   | Kathleen Quinlan                                          | Nominada  |
| 1996 | Mejor dirección artística | Michael Corenblith, Merideth Boswell                      | Nominados |
| 1996 | Mejores efectos visuales  | Robert Legato, Michael Kanfer, Leslie Ekker, Matt Sweeney | Nominados |
| 1996 | Mejor banda sonora        | James Horner                                              | Nominado  |
| 1996 | Mejor película            | Brian Grazer                                              | Nominado  |
| 1996 | Mejor guion adaptado      | William Broyles Jr., Al Reinert                           | Nominados |

### Premios Globos de Oro
| Año  | Categoría               | Receptor(es)           | Resultado |
| ---- | ----------------------- | ---------------------- | --------- |
| 1996 | Mejor director          | Ron Howard             | Nominado  |
| 1996 | Mejor película - Drama  | Mejor película - Drama | Nominada  |
| 1996 | Mejor actor de reparto  | Ed Harris              | Nominado  |
| 1996 | Mejor actriz de reparto | Kathleen Quinlan       | Nominada  |

### Premios BAFTA
| Año  | Categoría                     | Receptor(es)                                              | Resultado |
| ---- | ----------------------------- | --------------------------------------------------------- | --------- |
| 1996 | Mejor diseño de producción    | Michael Corenblith                                        | Ganador   |
| 1996 | Mejores efectos visuales      | Robert Legato, Michael Kanfer, Matt Sweeney, Leslie Ekker | Ganadores |
| 1996 | Mejor maquillaje y peluquería | Dean Cundey                                               | Nominado  |
| 1996 | Mejor montaje                 | Mike Hill, Daniel Hanley                                  | Nominados |
| 1996 | Mejor sonido                  | David MacMillan, Rick Dior, Scott Millan, Steve Pederson  | Nominados |

1996 Premios Saturn
- Candidata - Mejor película de Acción/Aventuras/Thriller.

1996 Premios Eddies (Canadá)
- Candidata - Mejor montaje: Mike Hill, Daniel Hanley

1996 American Society of Cinematographers
- Candidata - Outstanding Achievement in Cinematography in Theatrical Releases: Dean Cundey

1996 Casting Society of America (Artios)
- Candidata - Mejor casting: Jane Jenkins, Janet Hirshenson

1996 Chicago Film Critics Association
- Galardonado - Mejor película

1996 Directors Guild of America
- Galardonado - Outstanding Directorial Achievement in Motion Pictures — Ron Howard, Carl Clifford, Aldric La'Auli Porter, Jane Paul

1996 Heartland Film Festival
- Galardonado - Studio Crystal Heart Award: Jeffrey Kluger

1996 Hugo Awards
- Candidata - Mejor película dramática

1996 MTV Movie Awards
- Candidato - Mejor Actor: Tom Hanks
- Candidata - Mejor película

1996 PGA Golden Laurel Awards
- Galardonado - Motion Picture Producer of the Year Award: Brian Grazer, Todd Hallowell